# Muriel Bowser
Muriel Elizabeth Bowser (Washington, 2 agosto 1972) è una politica statunitense, membro del Partito Democratico e sindaca di Washington dal 2015.

## Biografia
Muriel Bowser, ultima di sei figli, è nata e cresciuta a North Michigan Park, un quartiere della zona nordest di Washington. Nel 1990 ha compiuto gli studi alla Elizabeth Seton High School, una scuola cattolica privata femminile di Bladensburg, nel Maryland.. Dopo aver ottenuto il massimo dei voti, ha ottenuto una borsa di studio. Si è laureata in storia al Chatham College di Pittsburgh, in seguito ha preso un master in Public Policy alla American University School of Public Affairs.

### Sindaca del Distretto di Columbia
Nel 2014 è stata eletta 8ª sindaca di Washington, subentrando a Vincent Gray. Verrà poi rieletta nel 2018 con il 76,4% dei voti. È la seconda donna dopo Sharon Pratt a diventare sindaca della città, e la prima donna ad essere rieletta sindaca.
Muriel Bowser ha dimostrato solidarietà a George Floyd dopo la sua uccisione avvenuta a Minneapolis il 25 maggio 2020, facendo scrivere "Black Lives Matter" in giallo a caratteri cubitali lungo la 16.a Strada che incrocia Pennsylvania Avenue, proprio di fronte all'ingresso della Casa Bianca. L'intersezione è stata in seguito rinominata proprio "Black Lives Matter Plaza"

## Vita privata
Di religione cattolica, non si è mai sposata. Nel 2015 ha comprato casa nel Colonial Village. Nel maggio 2018 ha annunciato di aver adottato una bambina.